# Liste der Bodendenkmäler in Neureichenau
Auf dieser Seite sind die Bodendenkmäler in der niederbayerischen Gemeinde Neureichenau zusammengestellt. Diese Tabelle ist eine Teilliste der Liste der Bodendenkmäler in Bayern. Grundlage ist die Bayerische Denkmalliste, die auf Basis des Bayerischen Denkmalschutzgesetzes vom 1. Oktober 1973 erstmals erstellt wurde und seither durch das Bayerische Landesamt für Denkmalpflege geführt wird. Die folgenden Angaben ersetzen nicht die rechtsverbindliche Auskunft der Denkmalschutzbehörde.

## Bodendenkmäler der Gemeinde

### Bodendenkmäler in der Gemarkung Frauenberg
| Lage                  | Objekt | Akten-Nr.     | Bild |
| --------------------- | --- | ------------- | ---- |
| Frauenberg (Standort) | Untertägige Befunde der frühen Neuzeit im Bereich der abgegangenen ersten Glashütte am Duschelberg. Siehe auch: Neuzeit, Glashütte | D-2-7148-0003 |      |

### Bodendenkmäler in der Gemarkung Neureichenau
| Lage                    | Objekt                                                                                     | Akten-Nr.     | Bild |
| ----------------------- | ------------------------------------------------------------------------------------------ | ------------- | ---- |
| Neureichenau (Standort) | Untertägige Befunde der frühen Neuzeit im Bereich der abgegangenen Glashütte Neureichenau. | D-2-7248-0003 |      |
| Neureichenau (Standort) | Erdstall der frühen Neuzeit. Siehe auch: Erdstall                                          | D-2-7248-0028 |      |